# Gmina Dobrinj
Gmina Dobrinj (chorw. Općina Dobrinj) – gmina w Chorwacji, w żupanii primorsko-gorskiej. W 2011 roku liczyła  2078 mieszkańców.